# Шутка про лампочку
Шутка про лампочку (англ. Lightbulb joke) — шутка, спрашивающая, сколько людей определённой группы нужно для того, чтобы поменять или закрутить лампочку. Панчлайн подчёркивает стереотип этой группы. Шутка появилась в 1960-х. Существуют разные вариации шутки, высмеивающие определённые убеждения, этносы и профессии.

## История
Шутка появилась в 1960-х и изначально высмеивала поляков:

Сколько поляков нужно для того, чтобы закрутить лампочку?
Пять — один для того, чтобы держать лампочку, и четыре для того, чтобы повернуть потолок (стул, лестницу, дом).
Уильям М. Клементс в его «Типах шуток про поляков», впервые опубликованных в 1969 году, отмечает, что в Фольклорных архивах Индианского университета содержится более 20 версий этой шутки.

## Вариации
Некоторые вариации шутки являются каламбурами:

Сколько психиатров нужно для того, чтобы поменять лампочку?
Нисколько, потому что лампочке нужно хотеть изменения.
Некоторые вариации шутки высмеивают определённые убеждения и/или профессии:

Сколько студентов нужно для того, чтобы поменять лампочку в Колумбийском университете?
76. Один для того, чтобы поменять лампочку, 50 для того, чтобы возражать против права лампочки не меняться и 25 для того, чтобы организовать контрпротест.

Сколько студентов нужно для того, чтобы поменять лампочку в Массачусетском технологическом институте?
Пять. Один для того, чтобы разработать лампочку, использующую ядерную энергию, которая никогда не требует замены, один для того, чтобы выяснить, как обеспечить электроэнергией весь Бостон, используя эту лампочку, два для того, чтобы установить её и один для того, чтобы написать программу, которая контролирует настенный выключатель.